# Ernst Reinhold Hofmann

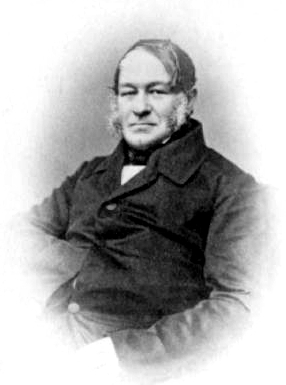
Ernst Reinhold Hofmann

Ernst Reinhold Hofmann (russisch Эрнст Карлович Гофман Ernst Karlowitsch Gofman; * 8. Januarjul. / 20. Januar 1801greg. in Paistu, Gouvernement Livland, Russisches Kaiserreich; † 11. Maijul. / 23. Mai 1871greg. in Dorpat, Gouvernement Livland, Russisches Kaiserreich) war ein russischer Geologe, Geograph, Mineraloge und Forschungsreisender.

## Leben
Ernst Reinhold Hofmann kam als Sohn des deutschbaltischen lutherischen Pastors und Probst Karl Gottlob Hofmann aus Kerzdorf bei Lauban und der aus Leipzig stammenden Jacobina Constantina geb. Hilprich im heute estnischen Dorf Paistu zur Welt.
Er studierte ab 1819 zunächst Medizin und, nachdem ihn Moritz von Engelhardt für die Mineralogie gewinnen konnte, bis 1823 Mineralogie an der Kaiserlichen Universität Dorpat. Anschließend schiffte sich im Sommer 1823 als Expeditionsgeologe auf der Predprijatije ein, die von Kronstadt aus bis 1826 unter dem Kommando von Otto von Kotzebue eine Weltumseglung unternahm.

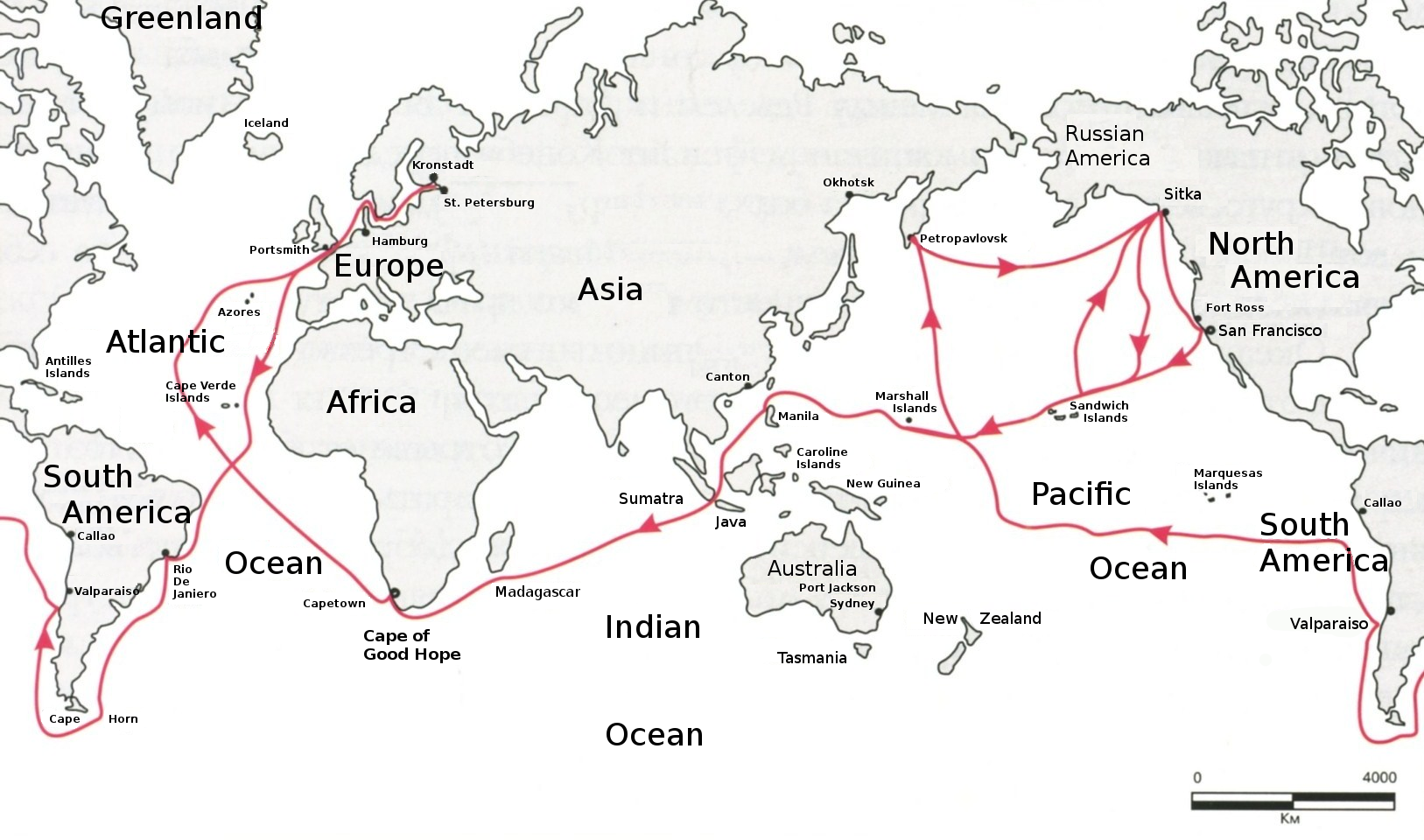
Route der Predprijatije 1823–1826.

Nach seiner Rückkehr promovierte er 1827 an der Universität Dorpat.
Gemeinsam mit Gregor von Helmersen erforschte er 1828 den Südural, wo er Alexander von Humboldt traf. Seine dort gesammelten Erkenntnisse wurden 1831 in seinem Werk Geognostische Untersuchung der Süd-Uralgebirges in Berlin gedruckt. Nach der Expedition studierte er u. a. bei A. Humboldt und Eilhard Mitscherlich und promovierte 1832 an der Universität Jena zum Dr. phil. In Dorpat heiratete Hofmann am 1. Juni 1833 Emilie Henriette Antonia von Anrep.
Zwischen 1833 und 1836 hielt Hofmann Vorlesungen über Geologie und Mineralogie an der Universität Dorpat und zwischen 1837 und 1842 war er Professor für Mineralogie und Geognosie und von an 1839 auch Dekan der Physikalisch-Mathematischen Abteilung an der St.-Wladimir-Universität in Kiew und initiierte dort die Trennung der Naturwissenschaften und der Mathematik.
1843 reiste er zur Untersuchung von Goldlagerstätten nach Ostsibirien, deren Expeditionsergebnisse er 1847 publizierte. Seit 1844 diente er zudem im Korps der Bergbauingenieure im Rang eines Obersts. Dort wurde er 1869 im Range eines Generalleutnants verabschiedet. Von 1845 bis 1863 war er Professor für Mineralogie und Geologie an der kaiserlichen Universität Sankt Petersburg. Während dieser Zeit leitete er in den Jahren 1847, 1848 und 1850 Expeditionen zur Erforschung des Polarurals und erhielt daran folgend für sein Werk Pai-Khoi oder der nördliche Ural von der Russischen Geographischen Gesellschaft die erste verliehene Große Konstantin-Medaille.

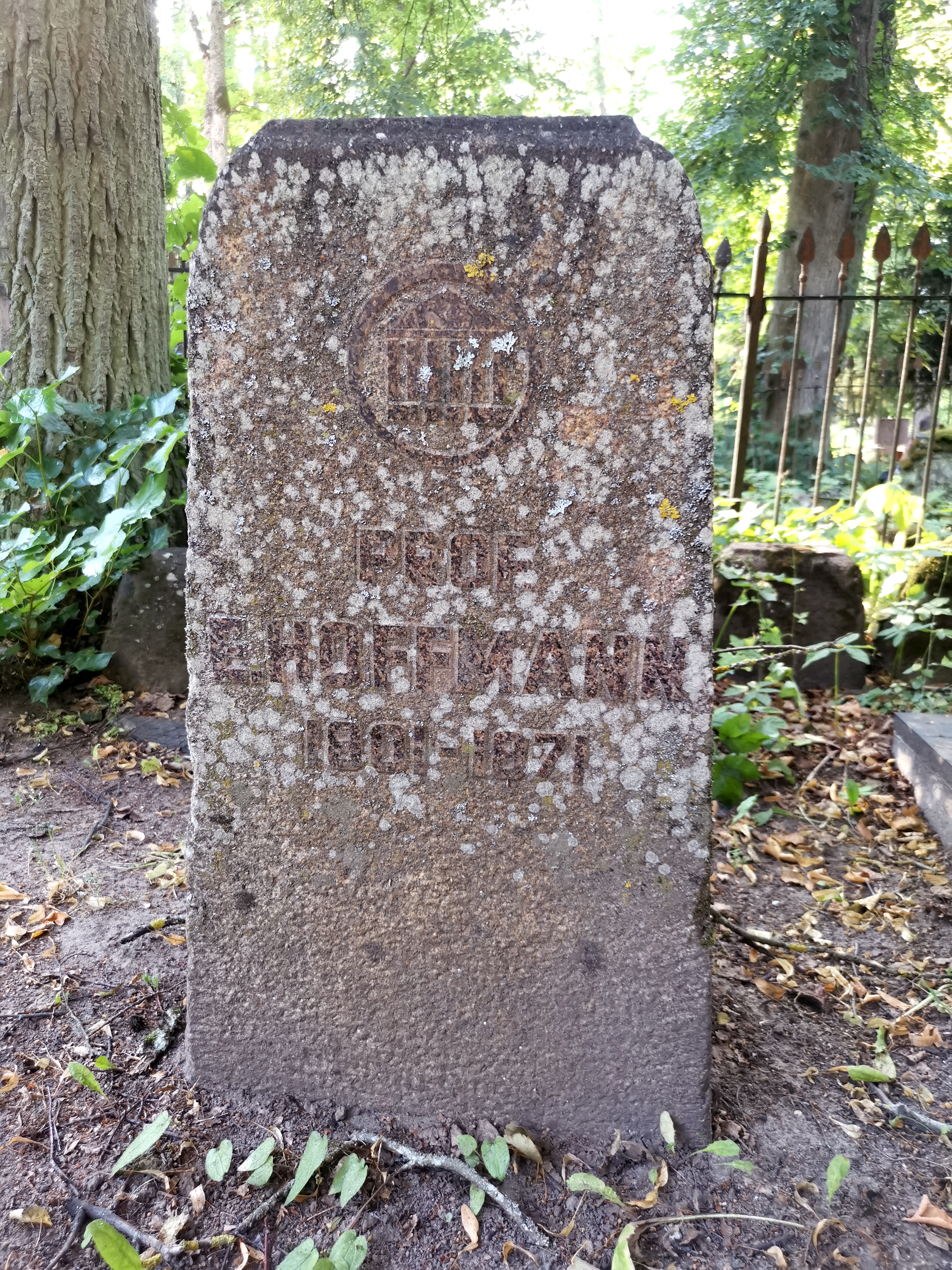
Grab auf dem Friedhof Tartu (Raadi kalmistu)

Zwischen 1853 und 1859 unternahm er Expeditionen in den mittleren Ural, deren Ergebnisse zur Landkartenerstellung verwendet wurden und von ihm 1870 im Buch Materialien zur Anfertigung geologischen Karten der Kaiserlichen Bergwerks-Distrikte des Ural-Gebirges veröffentlicht wurde. Er verließ 1863 krankheitsbedingt die Universität, blieb noch bis 1865 Direktor der Kaiserlich-Mineralogischen Gesellschaft und ließ sich dann erneut in Dorpat nieder, wo er 70-jährig starb.

## Ehrungen
- Große Konstantin-Medaille der Russischen Geographischen Gesellschaft[4]

## Publikationen (Auswahl)
- Geognostische Untersuchung des Süd-Ural-Gebirges, 1831[5]
- Kurze Uebersicht der geognostischen Verhältnisse des mittlerern Uralgebirges, 1835[5]
- Geognostische Beobachtungen auf einer Reise von Dorpat bis Åbo, 1837[5]
- Über die Entdeckung edler Metalle in Russland und deren Ausbeute, 1846[2]
- Beiträge zur Kenntniss des Russischen Reiches und der angränzenden Länder Asiens / Folge 1. / Bdch. 12. Reise nach den Goldwäschen Ostsibiriens / Ernst Hofmann 1969, Neudr. d. Ausg. 1847[6]
- Leitfaden für Mineralogie für Gymnasien, 1853
- Materialien zur Anfertigung Geologischer Karten der Kaiserlichen Bergwerks-Distrikte des Ural-Gebirges, 1870[2]